# Janet Devlin
Janet Devlin, Irska pevka in tekstopiska, * 12. november 1994 v Gortin,  Severna Irska, zaslovela je  v osmi seriji The X Factor leta 2011, kjer je končala na petem mestu.

## Življenje

### Osebno življenje
Janet je najmlajša od štirih otrok očeta Aquinas in matere Pat Devlin. Ima starejše brate: Jasona, Gavina in Arona. Pred vstopom v Britanski X Factor je živela s starši in bratom v Gortinu, na Severnem Irskem. Obiskovala je Drumragh Integrated kolidž, ki ga je uspešno končala. Po koncu šova x Factor je priznala da je Biseksualka.

### 2010 YouTube
Janet je imela zelo malo pevskih izkušenj pred avdicijo za X Factor. Nastopala je v svoji šoli in lokalnih gostilnah. Ko še ni bila slavna, je nalagala pevske posnetke na YouTube, kjer je dosegla več milijonov ogledov po vsem svetu.

### Misija X Factor (2011)
V letu 2011 je Janet nastopila na avdiciji X Factor.  Njena avdicija je bil predvajana 20. avgusta 2011, kjer je pela pesem Elton-a John-a  "your song". Avdicija je bilo zelo uspešno, saj so jo vsi žiranti: Louis Walsh , Tulisa Contostavlos , Kelly Rowland in Gary Barlow, dali v naslednji krog. Kmalu po tem, ko so jo izločili iz X Factor, je Janet Devlin izvedla še nekaj koncertov na različnih prizoriščih po vsej Veliki Britaniji. 
|                        | Izbor pesmi                  | Tema                    |
| ---------------------- | ---------------------------- | ----------------------- |
| Avdicija               | Your song                    | prosta izbira           |
| bootcamp(x-camp)1      | Breakeven                    | Žiranti določijo        |
| bootcamp(x-camp)2      | I Don't Want to Miss a Thing | prosta izbira           |
| Avdicija pred žirantom | Beautiful                    | prosta izbira           |
| Šov v živo 1           | Fix You                      | Britanija proti Ameriki |
| Šov v živo 2           | I Can't Help Falling in love | romantične pesmi        |
| Šov v živo 3           | Sweet Child o' Mine          | rock                    |
| Šov v živo 4           | Every Breath You Take        | Noč čarovnic            |
| Šov v živo 5           | I Want You Back              | plesna pesem            |
| Šov v živo 6           | Somebody to Love             | Lady Gaga ali Queen     |
| Šov v živo 7           | Kiss Me                      | filmska glasba          |
| Šov v živo 8           | Under The Bridge             | heroji                  |

## 2012-danes:
Po poročanjih tabloidov, je Janet prejela vsaj 3 snemalne pogodbe. Po X Factor turnejah, je Janet začela delati na svojem albumu. Prvič je bila v snemalnem studiu 28. maja 2012, kjer je napisala in zapela 3 pesmi (Crown of Thorns, Thinking Back Yesterday in Who Am I Today?). Pesem Crown of Thorns, je bila ena izmed prvih, soavtorja sta bila Jim Jayawardena in Philippa Hanna.  
Janet je v intervjujih izjavila, da je napisala okoli 25 pesmi. 26. oktober 2012 je Janet predstavila eno popolnoma novo pesem na svojem YouTube kanalu. Bila je pesem "Wonderful".Pesem so vrteli na BBC Radio 2, še isti dan. Janet je premierno predstavila videospota za pesem "Wonderful" 1. novembra 2013.
V začetku januarja 2014, je Janet izdala živo različico pesmi "Delicate", ki joj je napisal Jack Savoretti. Prvič je bila predvajana na BalconyTV, v oddaji ji je pomagal Tom Dibb (kitara in vokal).